# Fritigil
Fritigil, também conhecida como Fritigilda (século IV – V) foi uma rainha da tribo germânica dos Marcomanos, de origem visigótica. É a última governante conhecida dos Marcomanos. 
A rainha Fritigil é mencionada pelo diácono de Santo Ambrósio, bispo Paulino de Milão, na obra Vita Sancti Ambrosii, na qual escreve sobre uma carta em forma de catecismo, que Santo Ambrósio compilou para a rainha Fritigil. Atribui-se a Fritigil o estabelecimento do cristianismo na região sob o domínio marcomano, antes da chegada de São Pedro, Cirilo e Metódio.
Uma cena de sua vida é capturada por uma decoração esgrafita na parede da área de peregrinação ao redor da igreja de Žarošice. Segundo a lenda local, a rainha residiu por algum tempo em um forte próximo, perto de Buchlov há uma caverna com seu nome.

## Contexto histórico
No final do século IV, os Marcomanos viviam no território da Bacia de Viena, Burguenlândia e Morávia do Sul, juntamente com os recém-chegados eslavos, sobre os quais formavam a nobreza governante da época. Já naquela época, graças aos missionários de São João Crisóstomo, as primeiras liturgias cristãs entraram neste território. Fritigil era da fé ariana, mas pelos relatos dos mercadores que contavam sobre o novo ensinamento, ela desejava conhecer o verdadeiro cristianismo, e por isso enviou mensageiros para Santo Ambrósio, em Milão, portanto presentes e também com pedidos deste novo ensinamento.
Ambrósio teria atendido ao pedido e compilou o novo ensinamento para Fritigil. Nesta correspondência, ele também recomendou converter o marido dela à fé, e fazer com que ele e seu povo concluíssem um tratado de amizade com os romanos. Fritigil conseguiu persuadir o marido e partiu em viagem para Milão para confirmar estes acordos junto às autoridades romanas. Os Marcomanos, então, passaram a seguir os preceitos da Notitia Dignitatum. Este acordo é o último tratado conhecido entre Roma e os Marcomanos.
Numa carta escrita por Paulino de Milão a Santo Agostinho, a notícia da viagem de Fritigil a Milão foi preservada. No final do texto, afirma-se: “Quando viajou para Milão, lamentou muito não ter conseguido encontrar o santo bispo, a quem se apressou, porque ele já havia partido deste mundo ...”. Não há mais informações sobre a vida de Fritigil.
A Rainha Fritigil está associada ao esqueleto de uma mulher de cerca de 40 anos no túmulo do príncipe sob o monte em Žurán, perto de Brno, descoberto em 1948.
Quando tribos de guerreiros nômades entraram na Europa, no final do século IV, iniciou-se um período de migração de povos e o período de dominação dos marcomanos chegou ao fim. Eles gradualmente se misturaram com outras tribos antes que os antigos eslavos chegassem à Boêmia no século VI.

## Rumores
Segundo uma lenda local, Fritigil fundou a igreja de Santa Maria Madalena nos terrenos do Castelo de Bouzov, na Chéquia. De acordo com outra lenda, ela mandou destruir o altar ao deus da caça nos terrenos do Castelo de Buchlov. No segundo pátio deste castelo existe um abismo rochoso denominado caverna de Fritigilda. Segundo outra lenda, ela teria recebido de Santo Ambrósio uma estátua da Virgem Maria, tendo dedicado a estátua à residência e à igreja da Virgem Maria em Vinice, no assentamento Silničná, onde ela também seria enterrada. Depois que a igreja foi fechada sob José II. Em 1785, a estátua foi transferida para a igreja paroquial de Santa Anna, em Žarošice. O Papa João Paulo II coroou a estátua em 21 de maio de 1995 durante sua visita à Colina Sagrada, perto de Olomouc.